# Nati nel 1926/Agosto
| Questa pagina contiene informazioni ricavate automaticamente dalle voci biografiche con l'ausilio del template Bio e di un bot. L'aggiornamento è periodico e automatico e ricostruisce completamente la pagina. Se manca una persona in questa lista, sei pregato di non aggiungerla, ma accertati piuttosto che la sua voce biografica contenga il template Bio e che i dati anagrafici siano correttamente compilati. Se il template Bio manca, inseriscilo tu stesso o, in alternativa, metti l'avviso {{tmp\|Bio}} che ne segnala la mancanza. Se i dati riportati sono sbagliati, correggi direttamente la voce biografica; le modifiche saranno visibili in questa lista entro pochi giorni. Per chiarimenti vedi il progetto biografie. La lista contiene solo le 179 persone che sono citate nell'enciclopedia e per le quali è stato implementato correttamente il template Bio. Pagina aggiornata al 10 ago 2025. |

- 1º agosto - Luciano Cremonese, ciclista su strada italiano († 1963)
- 1º agosto - George Hauptfuhrer, cestista statunitense († 2013)
- 1º agosto - Virgilio Lai, fotografo italiano († 2009)
- 1º agosto - Barry Long, scrittore australiano († 2003)
- 1º agosto - Marc Peirone, cestista francese († 2013)
- 1º agosto - Elinor Ross, soprano statunitense († 2020)
- 1º agosto - Silvio Spaccesi, attore e doppiatore italiano († 2015)
- 2 agosto - Giancarlo Bergamini, schermidore italiano († 2020)
- 2 agosto - Bort, disegnatore e fumettista italiano († 2019)
- 2 agosto - Girolamo Federici, politico e partigiano italiano († 2004)
- 2 agosto - George Habash, politico palestinese († 2008)
- 2 agosto - Stu Inman, cestista, allenatore di pallacanestro e dirigente sportivo statunitense († 2007)
- 2 agosto - Pietro Landi, calciatore italiano († 2007)
- 2 agosto - Angelo Torriglia, calciatore italiano († 2001)
- 3 agosto - Rushdy Abaza, attore, sceneggiatore e produttore cinematografico egiziano († 1980)
- 3 agosto - Maurice Auslander, matematico statunitense († 1996)
- 3 agosto - Tony Bennett, cantante statunitense († 2023)
- 3 agosto - Onofrio Bramante, pittore e fumettista italiano († 2000)
- 3 agosto - Loris Campana, pistard italiano († 2015)
- 3 agosto - Giuseppe Campos Venuti, urbanista e politico italiano († 2019)
- 3 agosto - Mario Gallorini, pittore e ceramista italiano († 2013)
- 3 agosto - Nino Malinverni, calciatore italiano († 2013)
- 3 agosto - Antonio Nuzzi, arcivescovo cattolico italiano († 2016)
- 3 agosto - Anthony Sampson, scrittore e giornalista britannico († 2004)
- 3 agosto - Gordon Scott, attore statunitense († 2007)
- 4 agosto - Giuliano Baioni, critico letterario e germanista italiano († 2004)
- 4 agosto - Mino Blunda, giornalista e commediografo italiano († 2006)
- 4 agosto - Filippo Gaja, giornalista e scrittore italiano († 1995)
- 4 agosto - Oswaldo Vigas, pittore venezuelano († 2014)
- 5 agosto - Alik Cavaliere, scultore italiano († 1998)
- 5 agosto - Philipp Dotzer, pallanuotista tedesco
- 5 agosto - Ketty Fusco, attrice, regista e scrittrice svizzera († 2021)
- 5 agosto - Clifford Husbands, politico barbadiano († 2017)
- 5 agosto - Richard Jeffrey, filosofo e logico statunitense († 2002)
- 5 agosto - Betsy Jolas, compositrice francese
- 5 agosto - Miguel Llaneras, cestista cubano
- 5 agosto - Bruno Niccoli, politico italiano († 2007)
- 5 agosto - Vittorio Orsenigo, scrittore e regista italiano († 2025)
- 5 agosto - Per Wahlöö, scrittore, giornalista e traduttore svedese († 1975)
- 6 agosto - Ângelo Bonfietti, cestista brasiliano († 2004)
- 6 agosto - Frank Finlay, attore britannico († 2016)
- 6 agosto - Harrison Marks, fotografo e regista britannico († 1997)
- 6 agosto - Maurizio d'Assia, principe tedesco († 2013)
- 6 agosto - Janet Asimov, psichiatra, psicoanalista e scrittrice di fantascienza statunitense († 2019)
- 6 agosto - Christa Reinig, scrittrice, poetessa e drammaturga tedesca († 2008)
- 6 agosto - Romeo Romanutti, cestista italiano († 2007)
- 6 agosto - Francesco Somaini, scultore italiano († 2005)
- 6 agosto - Mario Zanello, ex calciatore italiano
- 7 agosto - Stan Freberg, attore, doppiatore e regista statunitense († 2015)
- 7 agosto - Antonio Gambino, giornalista e saggista italiano († 2009)
- 7 agosto - Amo Houghton, politico statunitense († 2020)
- 7 agosto - Sue Kaufman, scrittrice statunitense († 1977)
- 7 agosto - Géza Kádas, nuotatore ungherese († 1979)
- 7 agosto - Carla Liliana Martini, partigiana italiana († 2017)
- 7 agosto - Bowen Stassforth, nuotatore statunitense († 2019)
- 8 agosto - Silvio Amadio, regista e sceneggiatore italiano († 1995)
- 8 agosto - Richard Anderson, attore statunitense († 2017)
- 8 agosto - Piero Drogo, pilota automobilistico italiano († 1973)
- 8 agosto - Edmond Acar, imprenditore libanese († 2014)
- 8 agosto - Urbie Green, trombonista statunitense († 2018)
- 8 agosto - Al'bert Sarkisovič Mkrtčjan, regista sovietico († 2007)
- 8 agosto - Alexander Nadson, presbitero bielorusso († 2015)
- 8 agosto - Pavlo Vasylyk, vescovo cattolico ucraino († 2004)
- 9 agosto - Frank M. Robinson, scrittore statunitense († 2014)
- 10 agosto - Marie-Claire Alain, organista, clavicembalista e compositrice francese († 2013)
- 10 agosto - Mario Alinei, linguista italiano († 2018)
- 10 agosto - Edwin Carr, compositore neozelandese († 2003)
- 10 agosto - Guillermo Galíndez, cestista portoricano († 2014)
- 10 agosto - Aleksandr Dmitrievič Kuročkin, regista sovietico († 2002)
- 10 agosto - Gustavo Selva, giornalista e politico italiano († 2015)
- 10 agosto - Beryl Shipley, allenatore di pallacanestro statunitense († 2011)
- 11 agosto - Ron Bontemps, cestista statunitense († 2017)
- 11 agosto - Claus von Bülow, avvocato e socialite britannico († 2019)
- 11 agosto - Charles Cooper, attore statunitense († 2013)
- 11 agosto - Alina Ferdinandy, scultrice e saggista slovacca († 1974)
- 11 agosto - John Gokongwei, imprenditore cinese († 2019)
- 11 agosto - Aaron Klug, chimico lituano († 2018)
- 11 agosto - Ezio Lucarno, partigiano italiano († 1944)
- 11 agosto - Yoshio Okada, calciatore giapponese († 2002)
- 11 agosto - José María Ortiz de Mendíbil, arbitro di calcio spagnolo († 2015)
- 12 agosto - Douglas Croft, attore statunitense († 1963)
- 12 agosto - John Derek, regista, attore e fotografo statunitense († 1998)
- 12 agosto - Joe Jones, cantautore, produttore discografico e avvocato statunitense († 2005)
- 12 agosto - Georg Rosbigalle, calciatore tedesco orientale († 2012)
- 12 agosto - Les Rothman, cestista e giocatore di baseball statunitense († 2022)
- 12 agosto - René Vignal, calciatore francese († 2016)
- 13 agosto - Francesco Arena, politico italiano († 1975)
- 13 agosto - Norris Bowden, pattinatore artistico su ghiaccio canadese († 1991)
- 13 agosto - Fidel Castro, rivoluzionario, politico e militare cubano († 2016)
- 13 agosto - Dennis Eagan, hockeista su prato britannico († 2012)
- 13 agosto - Angelo Gabrielli, imprenditore e dirigente sportivo italiano († 2009)
- 13 agosto - Sergio Gon, calciatore italiano († 1950)
- 13 agosto - Manuel Rodríguez Barros, ciclista su strada spagnolo († 1997)
- 13 agosto - Bobby Scarr, cestista canadese († 2001)
- 14 agosto - Margot Benacerraf, regista venezuelana († 2024)
- 14 agosto - Martin Broszat, storico tedesco († 1989)
- 14 agosto - Agostino Cacciavillan, cardinale e arcivescovo cattolico italiano († 2022)
- 14 agosto - René Goscinny, fumettista e editore francese († 1977)
- 14 agosto - Buddy Greco, cantante e pianista statunitense († 2017)
- 14 agosto - Mário Jorge da Fonseca Hermes, cestista brasiliano († 2019)
- 14 agosto - Jimmy Slade, pugile statunitense († 1996)
- 14 agosto - Giorgio Ruffolo, politico, economista e dirigente d'azienda italiano († 2023)
- 15 agosto - Elena Benedetta Croce, psicoanalista italiana († 2018)
- 15 agosto - Thor Hernes, calciatore e allenatore di calcio norvegese († 2009)
- 15 agosto - Julius Katchen, pianista statunitense († 1969)
- 15 agosto - Sami Michael, scrittore e attivista israeliano († 2024)
- 15 agosto - Giovanni Pellicciari, sociologo e partigiano italiano
- 15 agosto - Rita Pisano, politica italiana († 1984)
- 15 agosto - Pietro Sartoris, fumettista italiano († 1989)
- 15 agosto - Kōstīs Stefanopoulos, politico greco († 2016)
- 15 agosto - Viktor Vorošilov, calciatore sovietico († 2011)
- 16 agosto - Khalid Ishaq, avvocato e giurista pakistano († 2004)
- 16 agosto - Emil Svoboda, calciatore cecoslovacco († 2019)
- 16 agosto - Lew Welch, poeta statunitense
- 17 agosto - Hakon Barfod, velista norvegese († 2013)
- 17 agosto - Duilio Brignetti, pentatleta italiano († 1993)
- 17 agosto - Michele De Martiis, politico italiano († 2019)
- 17 agosto - Jiang Zemin, politico cinese († 2022)
- 17 agosto - Jean Poiret, attore e sceneggiatore francese († 1992)
- 17 agosto - Maria Rudolf, partigiana slovena († 2012)
- 18 agosto - John Finnegan, attore statunitense († 2012)
- 18 agosto - Luigi Grassani, politico italiano († 2010)
- 18 agosto - Pierre Maroteaux, pediatra francese († 2019)
- 18 agosto - Franca Marzi, attrice italiana († 1989)
- 18 agosto - Tania Weber, attrice finlandese († 2009)
- 19 agosto - Luis Bordón, compositore e musicista paraguaiano († 2006)
- 19 agosto - Johnny Boyd, pilota automobilistico statunitense († 2003)
- 19 agosto - Tina Merlin, giornalista, scrittrice e partigiana italiana († 1991)
- 19 agosto - Annie Palmen, cantante olandese († 2000)
- 19 agosto - Manlio Quarantelli, aviatore italiano († 1984)
- 19 agosto - Mario Rigutti, astronomo e divulgatore scientifico italiano
- 19 agosto - Angus Scrimm, attore statunitense († 2016)
- 19 agosto - Carlo Zauli, ceramista e scultore italiano († 2002)
- 20 agosto - Giulio Confalonieri, grafico italiano († 2008)
- 20 agosto - Hocine Aït Ahmed, politico berbero († 2015)
- 20 agosto - Frank Rosolino, trombonista statunitense († 1978)
- 20 agosto - Warren Westlund, canottiere statunitense († 1992)
- 21 agosto - Peppino Aldrovandi, politico e operaio italiano
- 21 agosto - José Becerril, calciatore spagnolo († 1982)
- 21 agosto - Marian Jaworski, cardinale e arcivescovo cattolico polacco († 2020)
- 21 agosto - Carolyn Leigh, paroliera statunitense († 1983)
- 21 agosto - Gianni Milner, avvocato italiano († 2005)
- 22 agosto - Marc Bohan, stilista francese († 2023)
- 22 agosto - Lois Hall, attrice statunitense († 2006)
- 22 agosto - Franco Reggiani, progettista, designer e scultore italiano († 1991)
- 22 agosto - Armando Felice Verde, storico italiano († 2010)
- 23 agosto - John Castellani, allenatore di pallacanestro statunitense († 2021)
- 23 agosto - Clifford Geertz, antropologo statunitense († 2006)
- 24 agosto - Nisim Aloni, drammaturgo e traduttore israeliano († 1998)
- 24 agosto - Dale Hennesy, scenografo statunitense († 1981)
- 24 agosto - Gino Marinacci, flautista, sassofonista e compositore italiano († 1982)
- 24 agosto - Raffaele Ursini, imprenditore italiano († 2008)
- 24 agosto - Florestano Vancini, regista e sceneggiatore italiano († 2008)
- 25 agosto - Maria Grazia Siliato, storica e archeologa italiana († 2018)
- 26 agosto - Stefano Angeleri, allenatore di calcio e calciatore italiano († 2012)
- 26 agosto - Anahit C'ic'ikyan, violinista e musicologa armena († 1999)
- 26 agosto - Francesco Ferro Milone, neurologo, neuroscienziato e chirurgo italiano († 2022)
- 26 agosto - Frederick Gale Ruffner Jr., editore statunitense († 2014)
- 26 agosto - Willie Chu, cestista taiwanese († 2020)
- 26 agosto - Bill Kooistra, pallanuotista statunitense († 1995)
- 26 agosto - Lawrence Donald Soens, vescovo cattolico statunitense († 2021)
- 27 agosto - George Brecht, artista, scrittore e compositore statunitense († 2008)
- 27 agosto - Kristen Nygaard, informatico, matematico e politico norvegese († 2002)
- 28 agosto - Giustino Filippone-Thaulero, storico italiano († 2019)
- 28 agosto - Rocco Gatto, imprenditore italiano († 1977)
- 28 agosto - Eugen Horniak, cestista cecoslovacco († 2004)
- 28 agosto - Antoine Veil, imprenditore, politico e funzionario francese († 2013)
- 29 agosto - Hélène Ahrweiler, storica greca
- 29 agosto - Maurice Denuzière, scrittore e giornalista francese
- 29 agosto - René Depestre, poeta e scrittore francese
- 29 agosto - Betty Lynn, attrice statunitense († 2021)
- 30 agosto - Jolanda Dobrilla, italiana († 1944)
- 30 agosto - Rudi Gutendorf, allenatore di calcio e calciatore tedesco († 2019)
- 30 agosto - Nereo Manzardo, calciatore italiano († 2020)
- 30 agosto - José Montagnoli, calciatore argentino († 1994)
- 30 agosto - Ernie Roth, statunitense († 1983)
- 31 agosto - Umberto Badii, ex calciatore e allenatore di calcio italiano
- 31 agosto - Cesare De Silvestri, psichiatra e psicoterapeuta italiano († 2009)
- 31 agosto - Mario Puddu, politico italiano († 2023)